# Прессли, Тони
Тони Дейон Прессли (англ. Toni Deion Pressley; 19 февраля 1990, Мелборн, Флорида) — американская футболистка, защитница исландского клуба «Брейдаблик».

## Биография
Занималась футболом в команде школы Уэст Шор, была капитаном команды, становилась финалисткой региональных соревнований. Включалась в различные символические сборные. Также занималась лёгкой атлетикой и была призёром региональных юниорских соревнований в эстафете 4×100 м и в толкании ядра. Помимо школьной команды, также выступала за местные футбольные клубы.
Училась в Университете Флориды, специализировалась в криминологии. За четыре сезона в футбольной команде университета приняла участие в 96 матчах. Также неоднократно включалась в символические сборные.
В начале взрослой карьеры выступала в любительской W-лиге за «Бостон Ренегэйдз» и «Вашингтон Фридом». В 2012 году выбрана на драфте профессиональной лиги WPS во втором раунде под 13-м номером, однако лига прекратила существование до старта сезона. Играла в 2012 году в команде «Уэстерн Нью-Йорк Флэш» в лиге WPSL и стала чемпионкой, в решающем матче против «Чикаго Ред Старс» (1:1, 4:2-пен.) забила гол, который позволил сравнять счёт в основное время.
В сезоне 2012/13 выступала в России за клуб «Рязань-ВДВ», приняла участие во всех 20 матчах сезона и забила один гол, команда стала бронзовым призёром высшей лиги России.
После возвращения в США выступала в высшей профессиональной лиге NWSL за «Вашингтон Спирит», «Уэстерн Нью-Йорк Флэш» и «Хьюстон Дэш». В 2016 году перешла в «Орландо Прайд», где выступала до 22 года. Во время зимнего перерыва в межсезонье 2017/18 играла в Австралии за «Канберра Юнайтед». В 2023 году перешла в исландский «Брейдаблик»
Выступала за различные юниорские и молодёжные сборные США. Победительница молодёжного чемпионата КОНКАКАФ 2010 года. Четвертьфиналистка молодёжного чемпионата мира 2010 года, на турнире полностью провела все 4 матча своей команды. В составе сборной до 23 лет участвовала в товарищеских турнирах в Швеции (2011) и Испании (2013).

## Личная жизнь
Тони Прессли — веган и лесбиянка. Состояла в отношениях с партнёршей по «Орландо Прайд» Мартой. В 2019 году перенесла операцию в связи с раком груди.